# SEB Arena

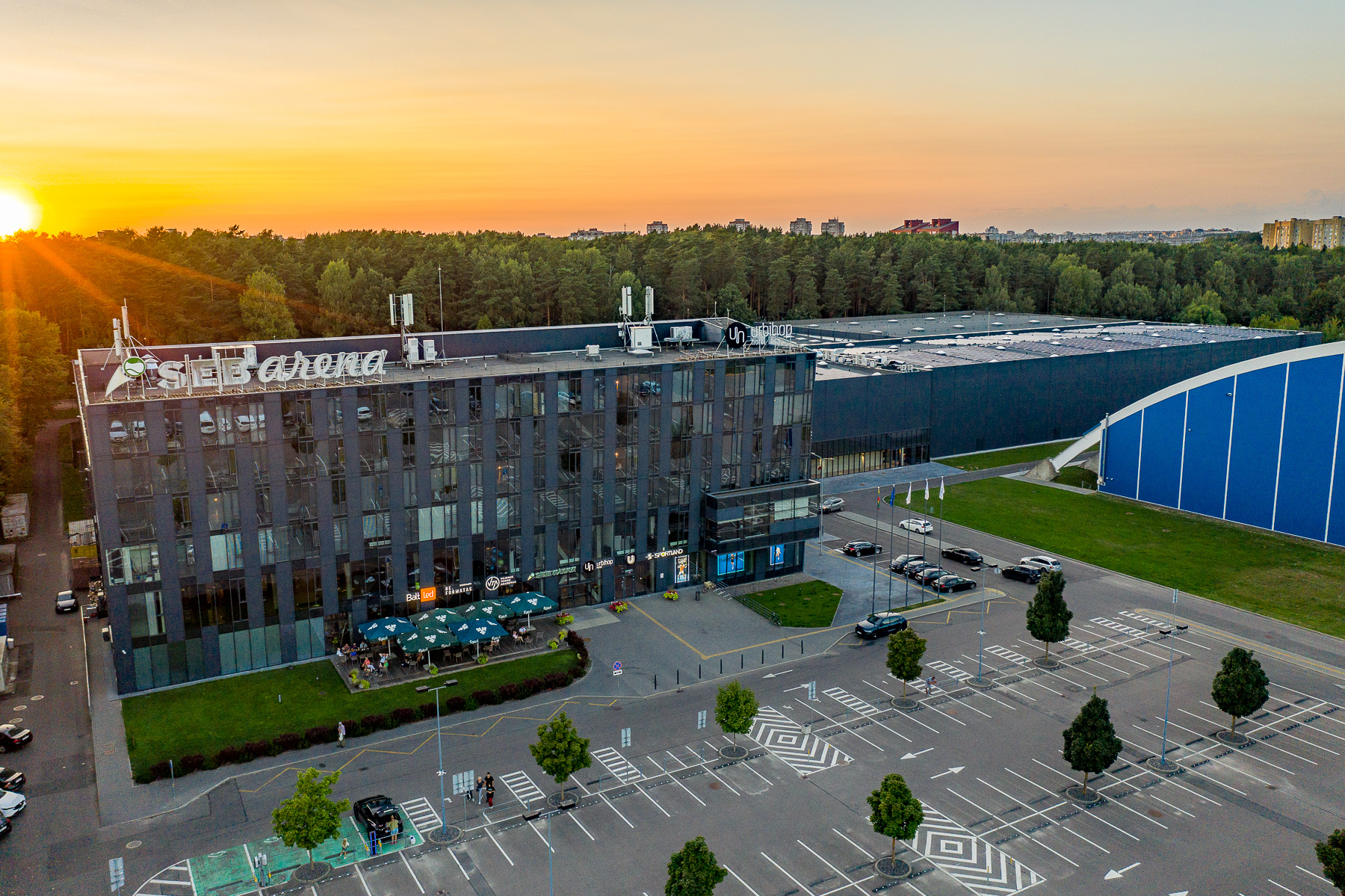
SEB Arena (August 2023)

Die SEB Arena ist eine 2008 fertiggestellte Sporthalle im Stadtteil Viršuliškės der litauischen Hauptstadt Vilnius. Benannt ist es nach der schwedischen Bank und dem internationalen Finanzdienstleistungskonzern Skandinaviska Enskilda Banken (SEB). Hauptsächlich wird sie für Tennis, Squash, Badminton und Mini-Tennis genutzt. Von 2009 bis 2010 fanden die Davis-Cup-Begegnungen in der SEB Arena statt. Seit 2022 wird in der Arena mit dem Vitas Gerulaitis Cup ein Herren-Tennisturnier der ATP Challenger Tour ausgetragen.
Die Tennishalle erfüllt die Standards der Association of Tennis Professionals (ATP). Die SEB Arena umfasst 14 Hallen-Hartplätze, sechs überdachte Tennisplätze auf Teppich, acht Tennisplätze im Freien, vier Squashplätze und vier Badmintonplätze.  